# Palatul Cuza de la Ruginoasa
Palatul domnitorului Alexandru Ioan Cuza de la Ruginoasa este un palat construit în stil neogotic în anul 1804, care a aparținut inițial familiei Sturdza. Actualmente este muzeu memorial dedicat Domnului Unirii.
Ansamblul Palatului lui Alexandru Ioan Cuza de la Ruginoasa a fost inclus pe Lista monumentelor istorice din județul Iași din anul 2015, la numărul 1484, având codul  IS-II-a-B-04238 și fiind format din 5 obiective:
- Palatul lui Alexandru Ioan Cuza - datând din anul 1862 și având codul IS-II-m-B-04238.01
- Biserica „Adormirea Maicii Domnului” - datând din anul 1813 și având codul IS-II-m-B-04238.02
- Parcul - datând din anul 1813 și având codul IS-II-m-B-04238.03
- Zidul de incintă - datând din anul 1813 și având codul IS-II-m-B-04238.04
- Turnurile - datând din anul 1813 și având codul IS-II-m-B-04238.05
- Mormântul pregătit pentru domnitorul Alexandru Ioan Cuza - datând de la sfârșitul secolului al XIX-lea și având codul IS-IV-m-B-04238.06.

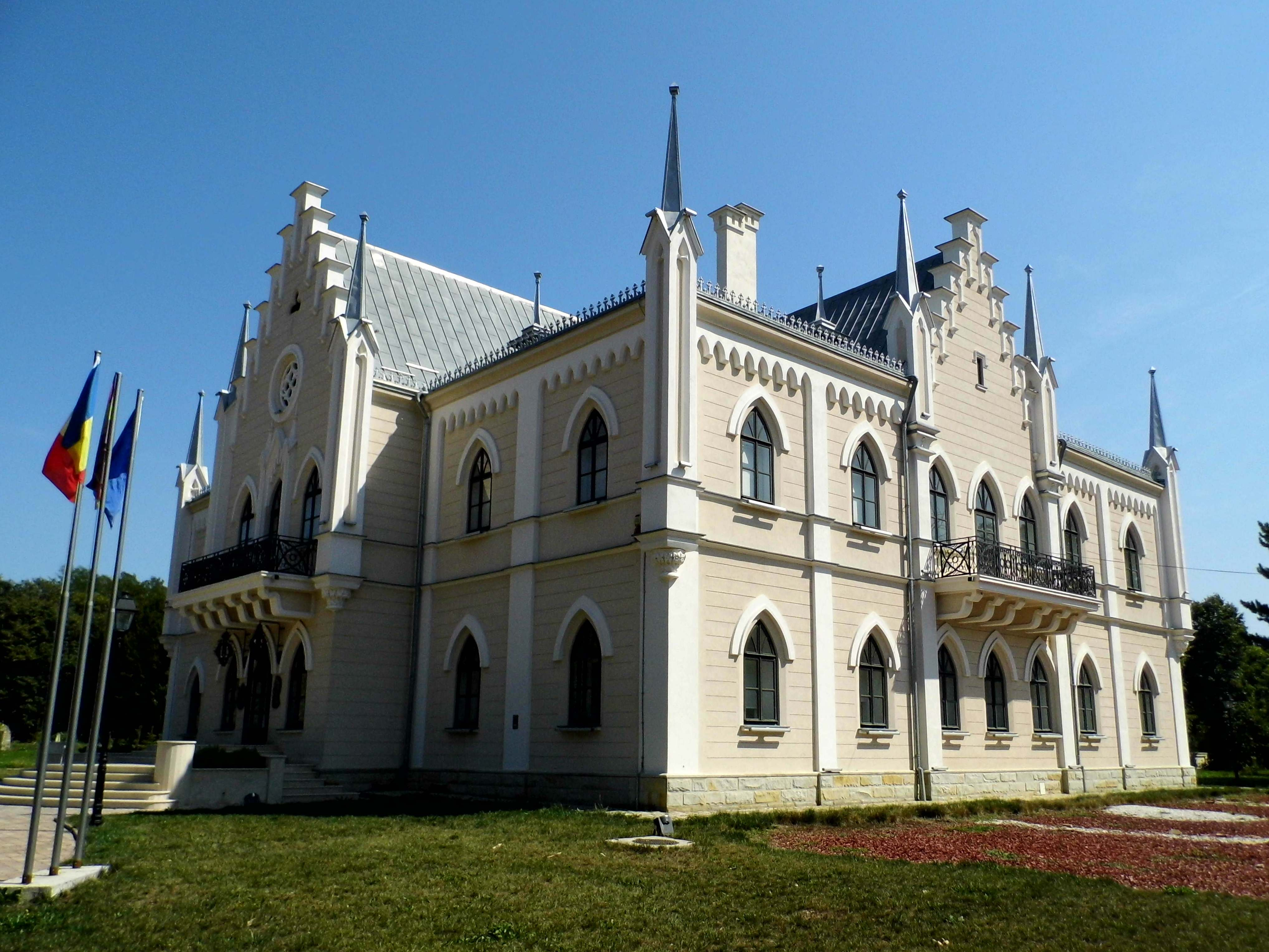
Palatul reședință domnească de la Ruginoasa

## Istoric

### Proprietatea familiei Sturdza
Satul Ruginoasa se află la o distanță de 60 km vest de municipiul Iași, între orașele Târgu Frumos și Pașcani, fiind traversat de DN 28A. El are o origine veche, prima sa atestare documentare datând din 1596. Într-un hrisov din acel an se vorbește de existența a opt case, înțelegându-se din text că satul mai cuprindea și altele.
După tradiție, numele localității ar avea cel puțin două surse. Una ar fi că provine de la un păstor pe nume Rugină care s-ar fi stabilit cu oile prin aceste părți, dar în lucrarea „Ruginoasa”, Boris Crăciun menționează că „și astăzi în diferite locuri ale comunei se poate vedea, în special după ploaie, un strat subțire brun – roșcat care acoperă pamântul, mai ales în locurile pietroase”, numele provenind de la acest fenomen. Numele unui iaz existent în localitate – „Rugină” apare și în documentele moldovenești din timpul domniei lui Ștefan cel Mare, amintind și de o familie de mari boieri.
Primele așezări s-au construit în partea de vest a satului, la locul denumit „Osoi”, de unde locuitorii s-au retras, întrucât locul era arid și lipsit de apă, pe locurile unde este astăzi satul Ruginoasa.
La sfârșitul secolului al XVII-lea, familia boierească Sturdza a cumpărat moșia de la Ruginoasa de la Duca Vodă, stăpânind-o timp de aproape 200 de ani. La începutul secolului al XIX-lea, familia Sturdza stăpânea o moșie de 8.000 hectare la Ruginoasa. Proprietarul moșiei era vistiernicul Săndulache Sturza, un boier cu spirit întreprinzător, după cum reiese din mărturiile documentare ale epocii.
În primul deceniu al secolului al XIX-lea, mai exact în anul 1804, marele vistiernic Săndulache Sturdza l-a angajat pe arhitectul vienez Johann Freiwald pentru a reconstrui vechea casă boierească de pe moșia Ruginoasa. După cum reiese dintr-o “samă” întocmită pe lunile noiembrie-decembrie 1804, arhitectul a primit banii necesari călătoriei sale în Moldova. El a fost însărcinat și cu angajarea în străinătate a unor meșteri nemți care să lucreze la o fabrică de postav înființată de boier. Din cauza faptului că situațiile de venituri și cheltuieli ale moșiei sunt disparate și incomplete, nu se știe ce sume au fost cheltuite cu zidirea casei boierești și a fabricii de postav (la care s-a adăugat și o biserică), precum și cu înzestrarea lor. Lucrările de construcție ale casei boierești de la Ruginoasa au fost finalizate în perioada 1 mai 1813 - 30 aprilie 1814.
De asemenea, proprietarul Ruginoasei a adus în Moldova, pe cheltuiala sa, un grădinar german, pe nume Mehler, care a primit însărcinarea de a amenaja în jurul palatului un parc cu alei străjuite de statui, bănci ascunse în labirinturi de verdeață și chiar un iaz înconjurat de sălcii. Palatul de la Ruginoasa a fost construit de către Freiwald în stil neoclasic, propriu arhitecturii civile din Moldova acelor vremuri.
În anul 1811, Săndulache Sturdza a ridicat în spatele palatului, o biserică de conac, pe locul unde a fost anterior o biserică de lemn. Acest lucru rezultă din pisania ce a fost așezată la intrare și care a fost distrusă în timpul celui de-al doilea război mondial.
În mai 1837, prozatorul Costache Negruzzi descrie astfel palatul de la Ruginoasa în povestirea "Scrisoarea I (Primblare)" din volumul "Negru pe alb. Scrisori la un prieten":
"Aproape de Târgul-Frumos sunt încântătoarele domene a Ruginoasei. Călătorul primind aici ospitalitate, uita necazele unui supărător drum. El pare că se trezește transportat ca prin un farmec în un castel descris de Walter Scott, unde găsește pe lângă mărirea feodalității, gospodăria Poloniei și eleganța Franței; și dacă vechii noștri boieri - sprijeni a patriei și a tronului - ar fi avut idee de arta heraldică, negreșit n-ar fi uitat a scrie pe scutul lor deviza vechii Engliteri Dieu et mon droit." 

### Refacerea castelului de către Costache Sturdza
Palatul a fost moștenit de către logofătul Costache Sturdza, fiul lui Săndulache și văr al domnitorului Mihail Sturdza (1834-1849). În perioada 1847-1855, logofătul l-a adus aici pe arhitectul Johann Brandel care a refăcut palatul în stil neogotic, stil păstrat și astăzi. Între proprietar și arhitect a fost încheiat un contract autentificat de Judecătoria Iași, secția a II-a, la 27 februarie 1847 și avizat la 12 martie, și de R. V. Richtofen, consulul Prusiei la Iași. Prin acel contract, Brandel se obliga “a preface casa ... de la Ruginoasa după arhitectura stilului gotic și pentru facerea altor planuri în detail și zugrăvelile și încheieri de contracturi cu lucrătorii trebuitori”. El trebuia ca până în toamna anului 1847 “să mântuie din roșu tot lucrul
casei cu sobe, cu lăcătuși și celelalte și vara viitoare (1848), să o dea tencuită gata după plan”.
Arhitectul a fost retribuit cu 200 galbeni cu care trebuia să plătească materialele achiziționate, să angajeze meșteri și să plătească cei 40 de salahori. Materialele obținute din demolarea palatului vechi urmau să fie folosite în construcție. Lucrările trebuiau să înceapă la 1 aprilie, dar între cele două părți au apărut unele neînțelegeri. Nemulțumit de evoluția lucrărilor, Costache Sturdza a adresat la 28 februarie 1848 o notă de protest la Consulatul Prusiei din Iași, învinuindu-l pe Brandel că nu și-a respectat obligațiile contractuale, acesta refuzând să prezinte situația cheltuielilor făcute.
Împiedicat și de evenimentele revoluționare din martie 1848 din Moldova, Brandel și-a reluat activitatea abia la sfârșitul anului 1850. Astfel, la 22 decembrie 1850 s-a semnat un nou angajament ce a fost anexat contractului, prin care arhitectul se obliga să încheie lucrările de zidărie în funcție de banii primiți de la Costache Sturza. Lucrările de zidire au fost finalizate la sfârșitul
anului 1852.
Între anii 1853 și 1855 s-au executat lucrările de finisare și de amenajare a palatului după planurile și sub supravegherea aceluiași arhitect. Astfel, Carl Zergiebel a executat cele trei scări interioare din lemn de stejar și toate ușile din interiorul palatului contra sumei de 110 galbeni, Heinrich Stach a confecționat și montat dușumelele în schimbul sumei de 50 galbeni, Alexandru Ioan și Gh. Boroc din Roman au executat sobele, iar P. A. Flan, “dit Lecomte”, a zugrăvit pereții interiori și a vopsit toată lemnăria, inclusiv scările interioare de stejar, pentru suma de 192 galbeni. Lucrările de reconstrucție ale palatului au fost finalizate în vara anului 1855. Nu se cunoaște dacă au fost executate reparații și la clădirile anexă ale palatului sau la zidul înconjurător al incintei, dar faptul că bastioanele situate în punctele de intersecție ale zidurilor au fost construite în stilul gotic dovedește că acestea au fost construite tot în timpul lui Costache Sturza.
Logofătul nu a apucat să locuiască prea mult aici, el mutându-se la Iași, capitala Moldovei, unde avea în proprietate mai multe case, precum și unele moșii din împrejurimea orașului. Costache Sturdza a ascuns-o la Palatul de la Ruginoasa pe soția sa, Marghiolița Ghika-Comănești, în care înflorise o pasiune pentru boierul Nicolae Roznovanu. Ea s-a aflat în paza fiului săi cel mare al lui Costache, Săndulache Sturdza, care purta numele bunicului. În fruntea unei mici trupe de arnăuți, boierului Roznovanu s-a îndreptat spre palat, i-a cumpărat pe paznicii lăsați acolo de boier, a pătruns în curte unde a fost întâmpinat de Săndulache Sturdza. Acesta a împușcat un arnăut, dar un altul l-a omorât, înjunghiindu-l în inimă.
Marghiolița a fost dusă la Palatul Roznovanu de la Stânca (azi demolat), apoi cei doi amorezi au fugit în Bucovina, unde s-au căsătorit.
În aprilie 1857, vornicul Alexandru Sturdza, un alt fiu al lui Costache Sturdza, a făcut un împrumut de 60 mii de galbeni la Banca Națională a Moldovei pe timp de 17 ani, cu o dobândă de 7,25%, ipotecând palatul și moșia Ruginoasa. Din cauza faptului că debitorul nu a putut achita ratele la termenele stabilite, banca a scos moșia Ruginoasa la licitație.

### Palat Domnesc
În anul 1862, domnitorul Alexandru Ioan Cuza al Principatelor Unite a cumpărat la licitație moșia Ruginoasa de la Banca Moldovei, dorind să-l transforme în reședință de vară. El a depus la 13/25 ianuarie 1862 prețul de 52.011 galbeni, după cum confirmă Curtea de Întărituri, iar apoi actele de proprietate s-au încheiat la 16/28 aprilie 1862. Din suma depusă de domnitor, 49.441 galbeni și 28 lei au revenit Băncii Moldovei, care a fost autorizată de Banca din Brunsvig să încaseze sumele acordate ca împrumut de fosta Bancă Națională a Moldovei.
Prima grijă a domnitorului a fost să renoveze integral palatul. Deși domnitorul a petrecut puțin timp la palat, aici a locuit soția sa, Doamna Elena Cuza (1825-1909), care s-a ocupat de mobilarea și decorarea încăperilor, de grădină și de acareturi. Ea a angajat meșteri pentru repararea clădirii și grădinari germani pentru refacerea parcului din jurul castelului.
Scara centrală a fost construită din marmură, pereții au fost tapetați cu mătase de la Paris, au fost construite șeminee și s-au adus policandre scumpe. Doamna Elena Cuza a comandat unei firme din Paris, la 19 noiembrie 1863, piese de mobilier în valoare de 61.909 franci, actul de comandă păstrându-se astăzi la Biblioteca Academiei Române. Mobilierul comandat a fost adus în iarna anului 1864-1865.
Palatul de la Ruginoasa a fost inaugurat oficial de către domnitorul Cuza, cu prilejul sărbătorilor de Paști din aprilie 1864, când acesta a sosit aici împreună cu Al. I. Cantacuzino, Nicolae Pisoski și Baligot de Beyne. În septembrie 1864, el sosea din nou la palat, unde a rămas aproape o lună, după promulgarea Legii rurale din 14/26 august 1864, prin care au fost împroprietărite cu loturi de teren agricol peste 400.000 de familii de țărani, iar aproape alți 60.000 de săteni au primit locuri de casă și de grădină. El a fost așteptat de 6.000 țărani care au venit să-i mulțumească, fiind întâmpinat de șase bătrâni care l-au primit cu pâine și sare, precum și cu un berbec împodobit cu panglici tricolore. El și-a continuat activitatea la palat în acea perioadă, făcând numiri de prefecți și luând măsuri pentru muncile agricole de toamnă.
Plecat în exil în anul 1866 după ce fusese obligat să abdice, domnitorul a  continuat să se îngrijească de moșia de la Ruginoasa. El a arendat moșia în anul 1866 cu 5.000 galbeni pe an, pentru a face rost de bani cu care să se întrețină în exil. În același timp, el a refuzat să preia un capital de 500.000 de franci, depuși la Banca Rotschild de noua conducere din Principate.
Fostul domnitor a murit la 3/15 mai 1873 în orașul Heidelberg (Germania), iar rămășițele sale pământești au fost aduse la Ruginoasa, potrivit ultimei sale dorințe, fiind înmormântate la 17/29 mai 1873 într-un cavou amenajat lângă biserică. Osemintele domnitorului au fost strămutate de mai multe ori: în anul 1907 au fost puse în cripta amenajată în biserică, într-o cutie de argint așezată într-un sicriu de stejar; în primăvara anului 1944 au fost scoase din biserică de către un soldat din Ruginoasa și duse la Mănăstirea Curtea de Argeș; apoi, în anul 1946, au fost depuse  în Biserica Trei Ierarhi din Iași, unde s-a amenajat o criptă.
După înmormântarea fostului domnitor, Elena Cuza a luat decizia de a se muta la Paris împreună cu cei doi fii și cu Baligot de Beyne - fostul secretar al domnitorului, pentru a putea să le ofere copiilor săi o educație aleasă. Acolo, Alexandru, fiul cel mare, a urmat Facultatea de Drept și unele cursuri de istorie. Baligot de Beyne a murit în 1882, iar apoi Elena Cuza s-a întors la Ruginoasa.
Cei doi fii ai domnitorului (din relația cu principesa Maria Obrenovici) au murit la scurtă vreme unul de celălalt. Dimitrie Cuza (1864-1888), fiul mai mic, s-a sinucis la Paris în anul 1888 din dragoste pentru o franțuzoaică de moravuri ușoare, corpul său neînsuflețit fiind adus la Ruginoasa de către Elena Cuza și înmormântat la dreapta tatălui său. Fiul mai mare, Alexandru Cuza, bolnav de miocardită severă, s-a căsătorit în 1889 cu Maria Moruzzi (1863-1921), fiica lui Alecu Moruzi și a Adelei Sturdza și a plecat în călătorie de nuntă la Madrid. Acolo s-a îmbolnăvit de ftizie și și-a făcut testamentul în favoarea soției sale, murind apoi la puțin timp în anul 1890. Cei doi soți fuseseră căsătoriți doar șase luni.

### Noi proprietari
Alexandru Cuza a lăsat moșia de la Ruginoasa soției sale, Maria Moruzzi, strănepoată a domnitorului fanariot ce-l ucisese pe Ioniță Cuza, un străbun de-al lui Alexandru Ioan Cuza. Existând neînțelegeri cu nora sa, Doamna Elena Cuza a părăsit palatul și s-a stabilit la Iași, unde a devenit membră fondatoare a Spitalului de copii "Caritatea", căruia i-a dăruit suma de 5.000 de lei, casele din Strada Romană și o cotizație anuală de 25.000 de lei. Apoi s-a mutat în anul 1903 în orașul Piatra Neamț, unde a locuit într-o căsuță modestă, dedicându-se operelor de binefacere.
Maria Moruzzi a avut o idilă cu Ionel I.C. Brătianu, proaspăt inginer de căi ferate, întors de la studii de la Paris și aflat în stagiatură la construcția căii ferate Pașcani-Iași. Ea l-a invitat să locuiască în palatul de la Ruginoasa și a rămas însărcinată cu acesta. Maria Moruzzi s-a căsătorit cu Brătianu în capela castelului, cei doi divorțând în aceeași zi ("căsătoria-divorț de la Ruginoasa"). Din această legătură s-a născut la 3 februarie 1898, chiar în palat, un fiu, Gheorghe I. Brătianu (1898-1953), viitorul istoric.
Maria Moruzzi a fost dată în judecată de Doamna Elena Cuza, ce se retrăsese la Piatra Neamț, și a pierdut procesul, părăsind Palatul de la Ruginoasa. Ea s-a mutat la Iași, unde a locuit în Casa Pogor. Ca urmare a dispozițiilor testamentare ale lui Al. I. Cuza, moșia și palatul de la Ruginoasa au fost donate Spitalului "Caritatea" din Iași, ce a amenajat în palat un spital
de copii “Cuza-Vodă”. O parte din mobilier a fost donat Muzeului Militar.
În cursul primului război mondial, Palatul de la Ruginoasa a servit ca spital militar. Începând din 1936, el a intrat în proprietatea Regiei C.F.R., ce a amenajat aici un spital T.B.C. Degradarea edificiului începută după transformarea acestuia în spital a fost accentuată de cel de-al doilea război mondial.

### Muzeu memorial
Palatul a fost grav avariat de luptele purtate în apropiere în perioada celui de-al doilea război mondial, din el rămânând doar câteva ziduri de incintă și bucăți ruinate de pereți. În următorii 20 de ani, ruinele au stat în ploaie și zăpadă, iar locuitorii au luat piatră din ruine. Complexul de la Ruginoasa a fost reconstruit în perioada 1967-1978, fiind refăcut palatul propriu-zis, o parte din zidul de incintă și doar un bastion în partea de nord-vest. S-a reușit integrarea în ansamblul muzeistic a doar 13 ha din cele 27 ha pe care le avea inițial domeniul. Din cauza penuriei de fonduri, materialele folosite la restaurare au fost de proastă calitate.
Lucrările de restaurare au fost abandonate în 1979, din cauza desființării Direcției Monumentelor Istorice, constructorii nemaiprimind fonduri pentru a mai executa celelalte 33 de elemente prevăzute în planul de restaurare inițial. Lucrările de amenajare au fost efectuate parțial sau chiar s-a renunțat la unele dintre ele. Centrala termică nu s-a mai finalizat, țevile de apă caldă și rece au fost introduse în ziduri neizolate, nu s-a mai realizat o sursă proprie de apă curentă etc.
În anul 1979 s-a încercat amenajarea aici a unui muzeu de istorie, dar abia în 1982 s-a inaugurat oficial Muzeul Memorial "Al. I. Cuza" cu o secție de istorie și una de etnografie.
Parterul palatului conține exponate care reconstituie viața și activitatea domnitorului Al. I. Cuza. Muzeografii au încercat să amenajeze etajul palatului pentru a-l aduce la înfățișarea din vremea lui Cuza. Au fost aduse mobilier de epocă, cărți de epocă, tacâmuri de argint. În cabinetul de lucru s-au adus câteva din piesele de mobilier din lemn de stejar, pe care Elena Cuza le-a comandat renumitei firme pariziene P.P. Mazaroz Ribaillier. Întreprinderea de Stat Decorativa din București a refăcut o comodă circulară după original.
În palat au fost reconstituite următoarele încăperi:
- o bibliotecă (cu cărți aduse de la Paris),
- un cabinet de lucru al domnitorului (unde se aflau un dulap-arhivă, un dulap de bibliotecă, o măsuță în stil gotic și un dulap pentru pendulă),
- o sufragerie în stil gotic (în care se aflau 31 de obiecte de mobilier din lemn de stejar sculptat, dintre care mai există astăzi două etajere-dulap, prevăzute cu barometru și cu o pendulă, iar pe masa acoperită cu olandină albă sunt expuse tacâmurile din argint sau alpaca, farfurii din porțelan de Sèvres, pahare de cristal de Baccarat, toate având stema Principatelor Unite),
- un salon (cameră de primire a oaspeților) - cu 24 de piese stil Ludovic al XV-lea, dintre care puține s-au mai păstrat, o pianină marca Hermann Heiser & Co., două goblenuri olandeze și o statuetă feminină, în fildeș și bronz, operă a sculptorului E. Barras
- salonul Elenei Cuza (cu mobilă stil Louis Philippe),
- camera copiilor,
- dormitorul Elenei Cuza (cu piese de mobilier stil Renaștere) și
- dormitorul domnitorului.

Construit în stilul neogotic, inspirat de romantismul german, Palatul de la Ruginoasa este asemănător cu Palatul Sturdza de la Miclăușeni. Palatul este o clădire de formă pătrată cu un etaj, având cele patru fațade aproape simetrice, cu peroane largi și drepte și balcoane pe toate laturile sprijinite pe lespezi de piatră. Odinioară el avea și patru turnulețe, care nu s-au mai păstrat în zilele noastre. Scara centrală este construită în prezent din lemn.

## Imagini

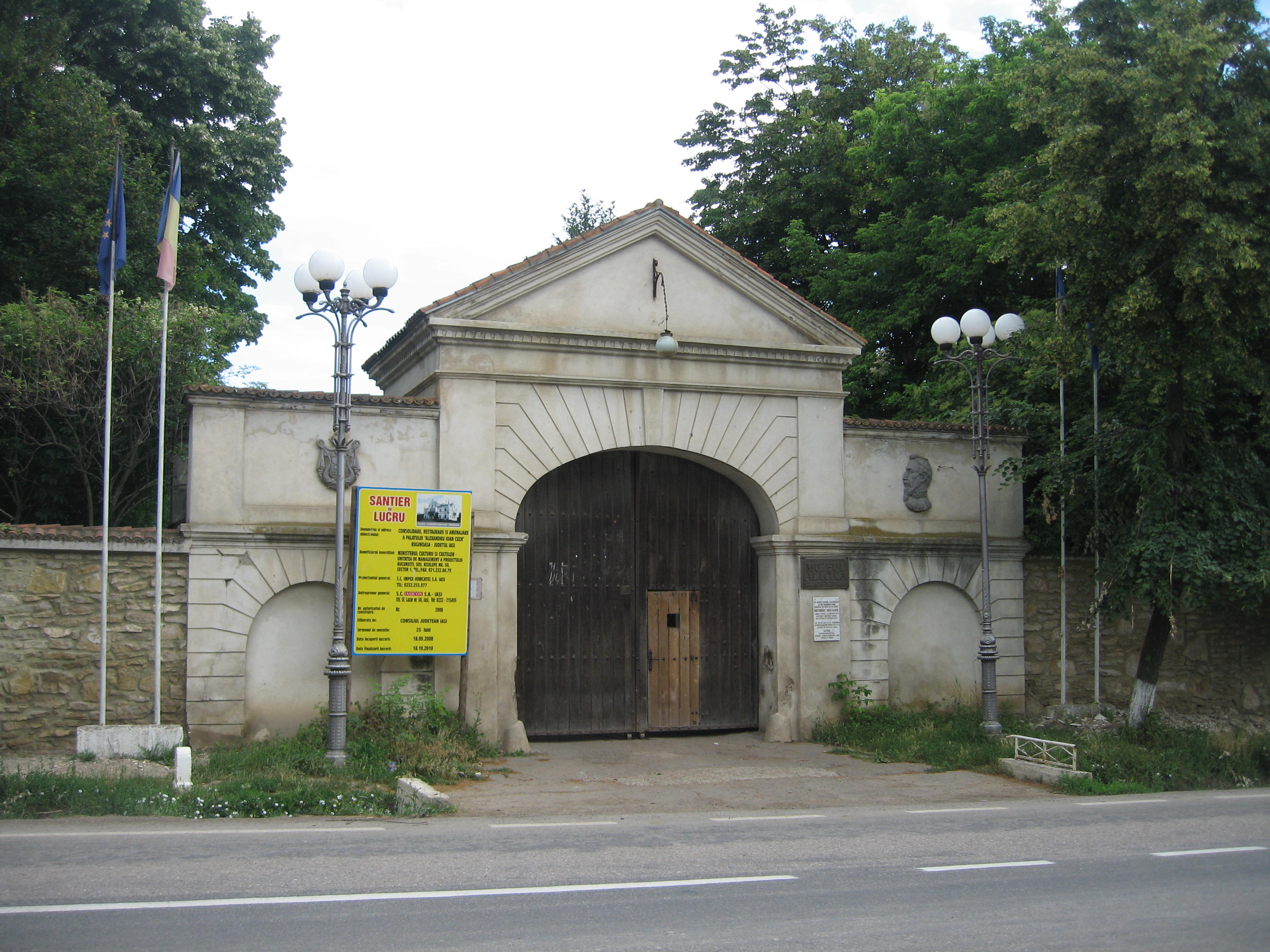
Poarta de intrare în curtea palatului
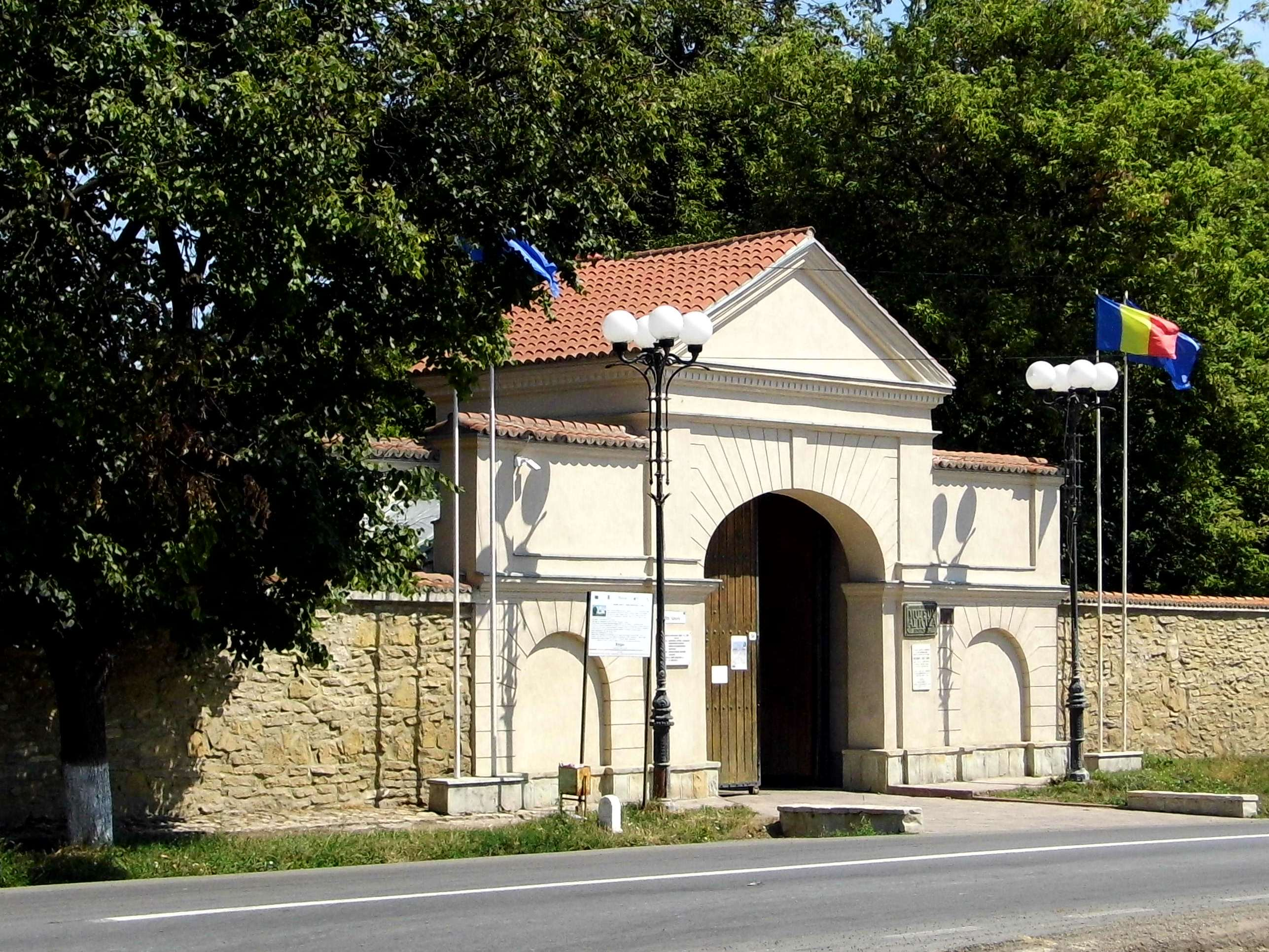
Poarta de intrare în domeniul Ruginoasa
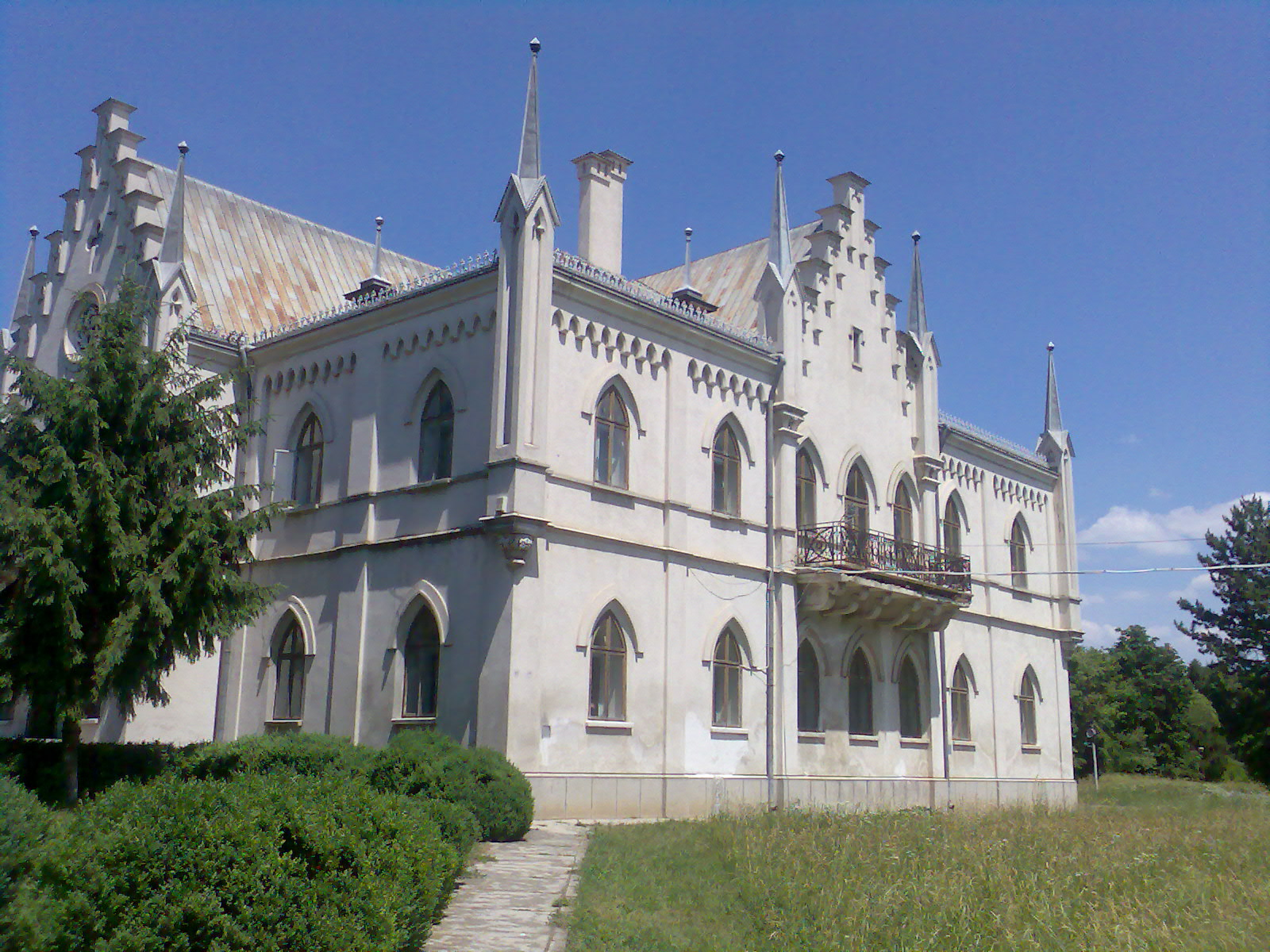
Palatul
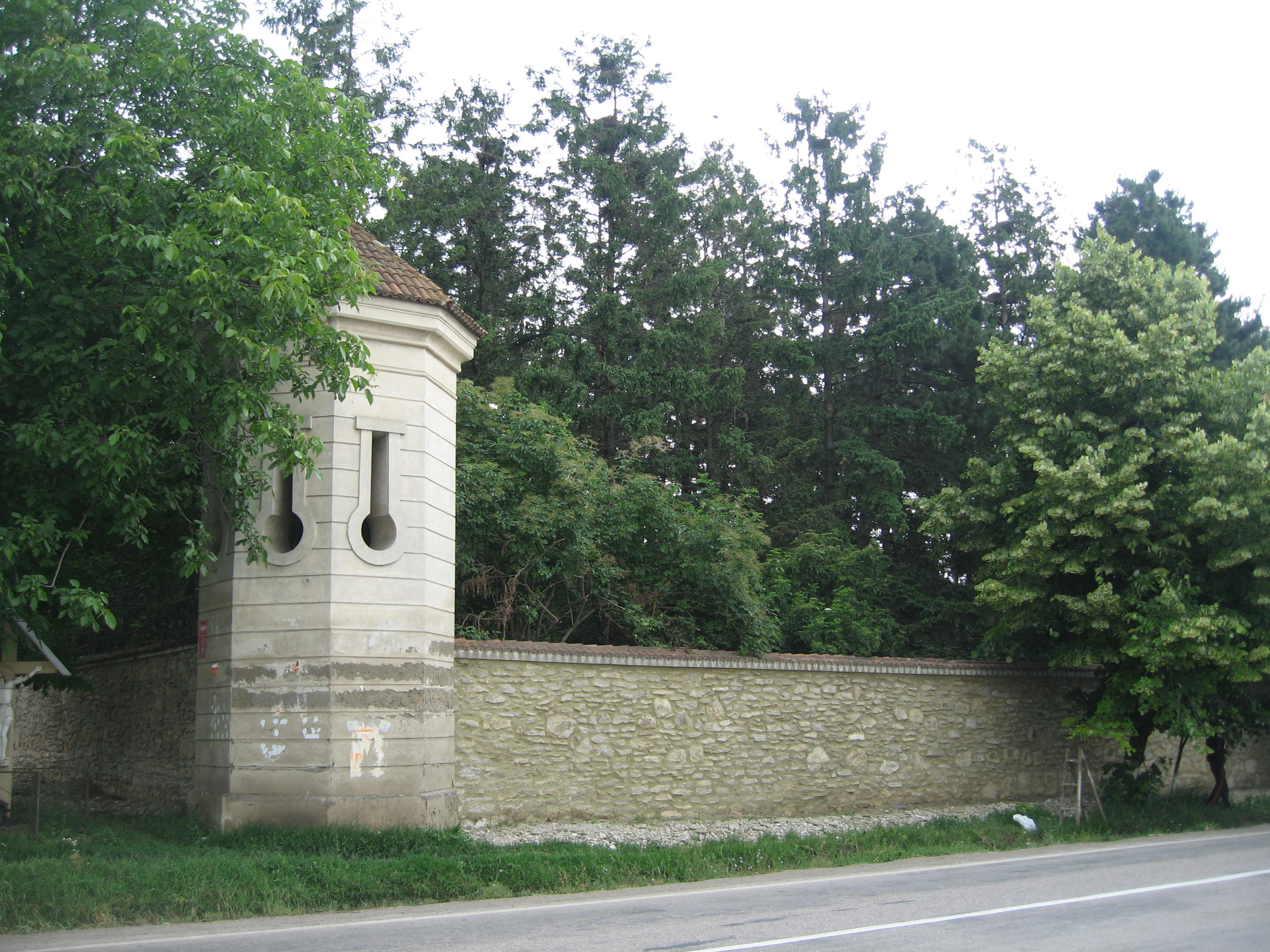
Bastion şi zid de incintă
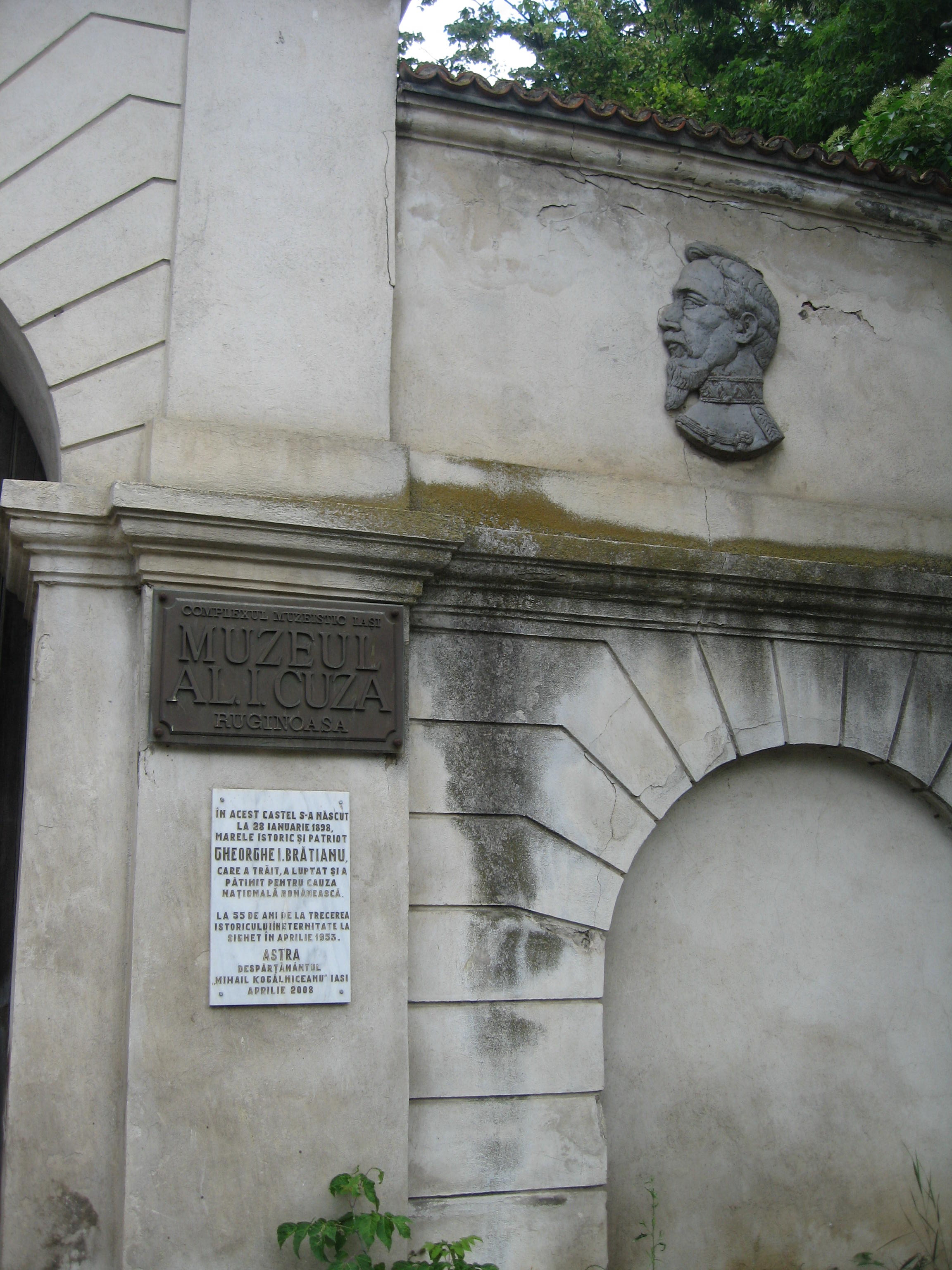
Placă memorială amplasată pe zidul porţii
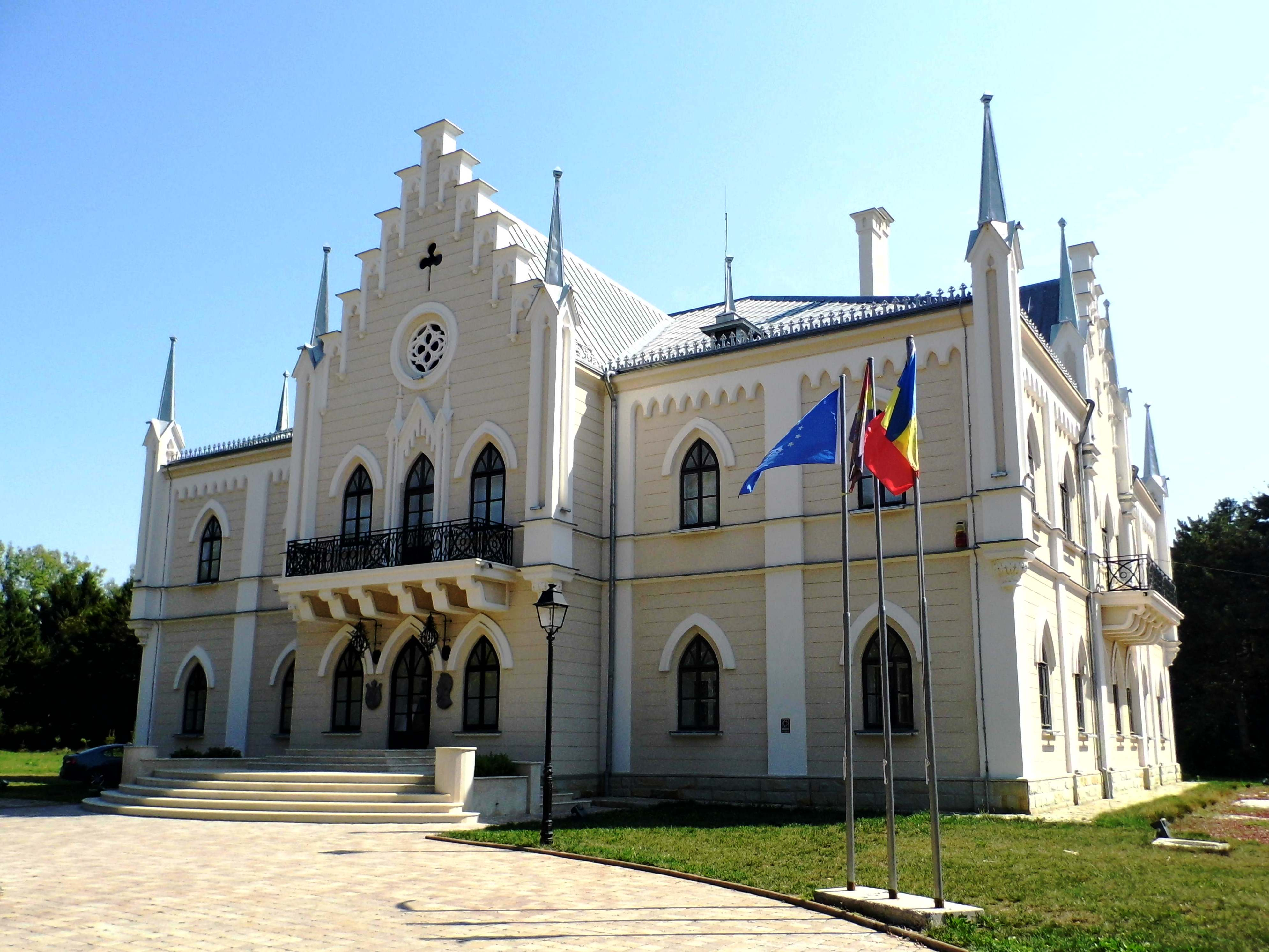
Palatul Cuza Vodă, reședință domnească de la Ruginoasa
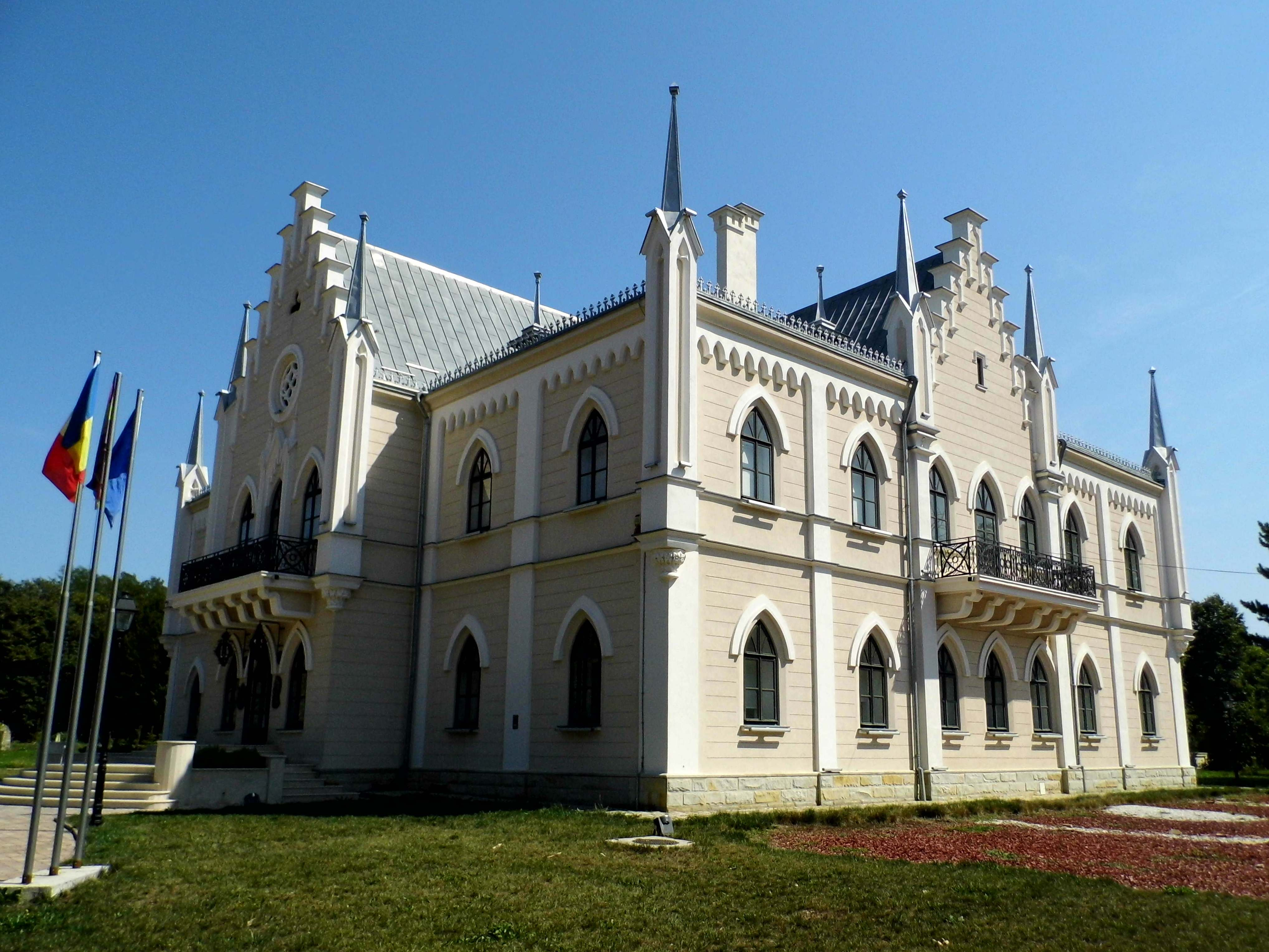
Palatul Cuza Vodă, reședință domnească de la Ruginoasa
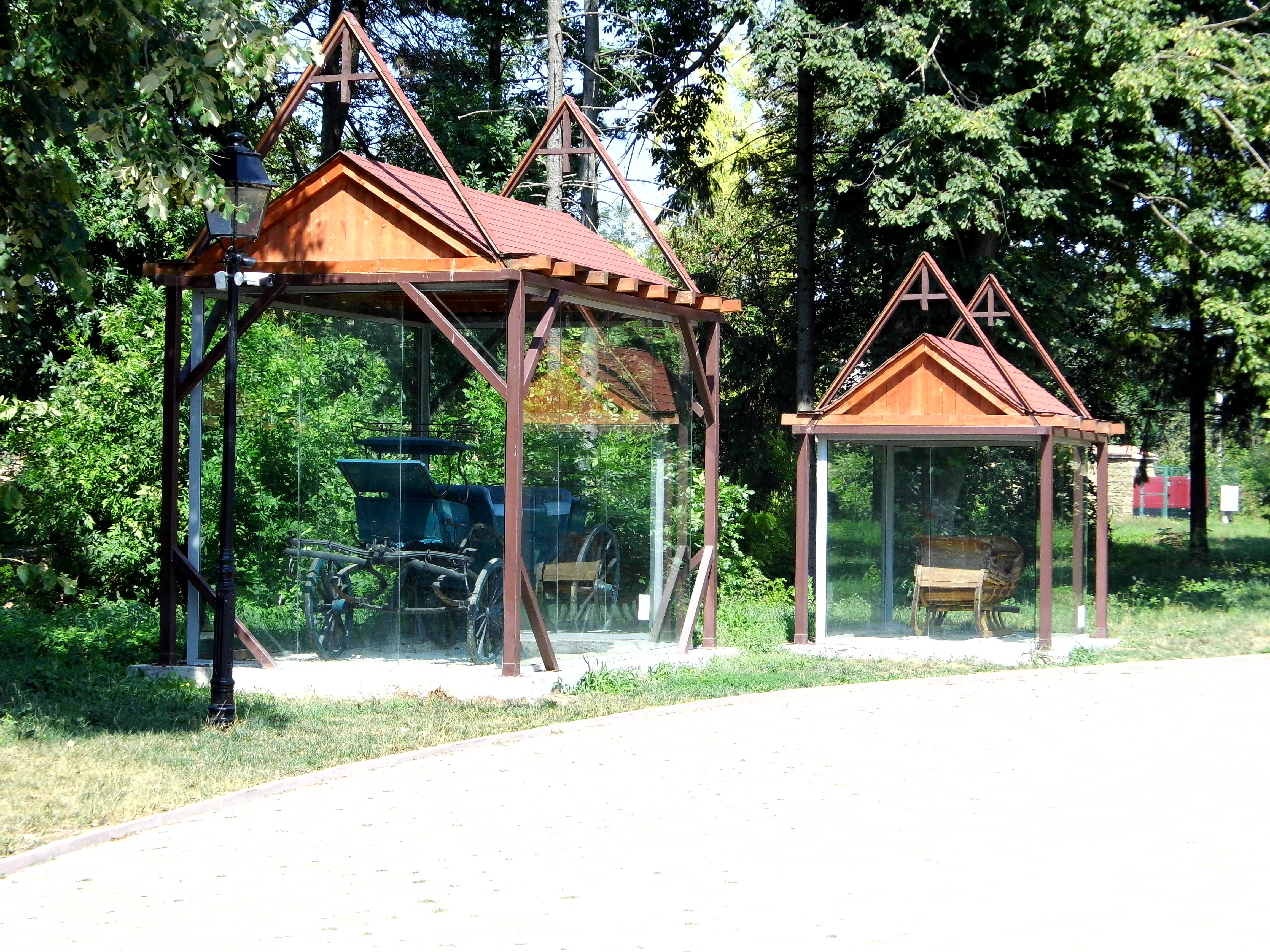
Caleașca și sania voievodală
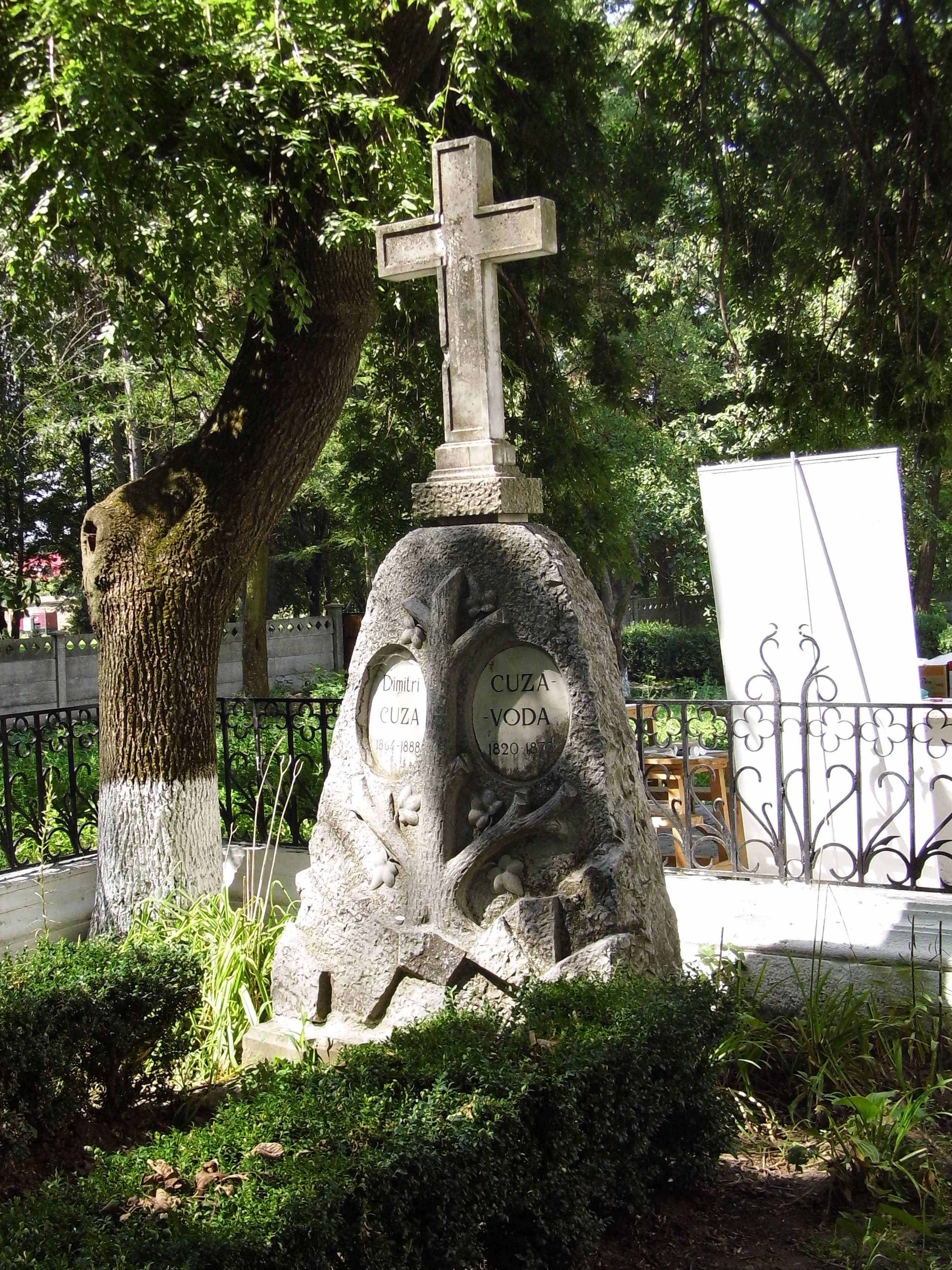
Mormântul voievodal de la Ruginoasa
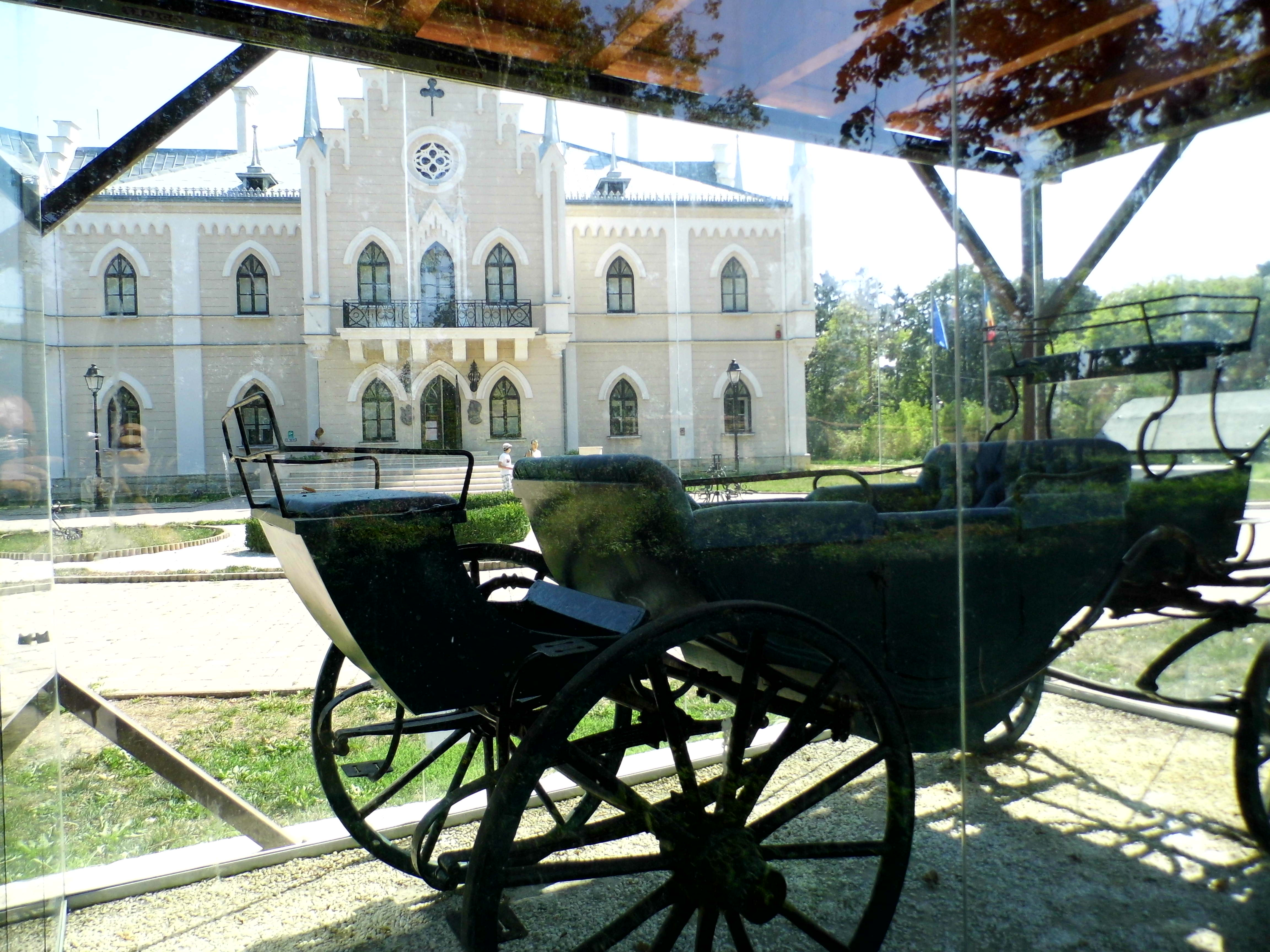
Caleașca voievodală și Palatul de la Ruginoasa
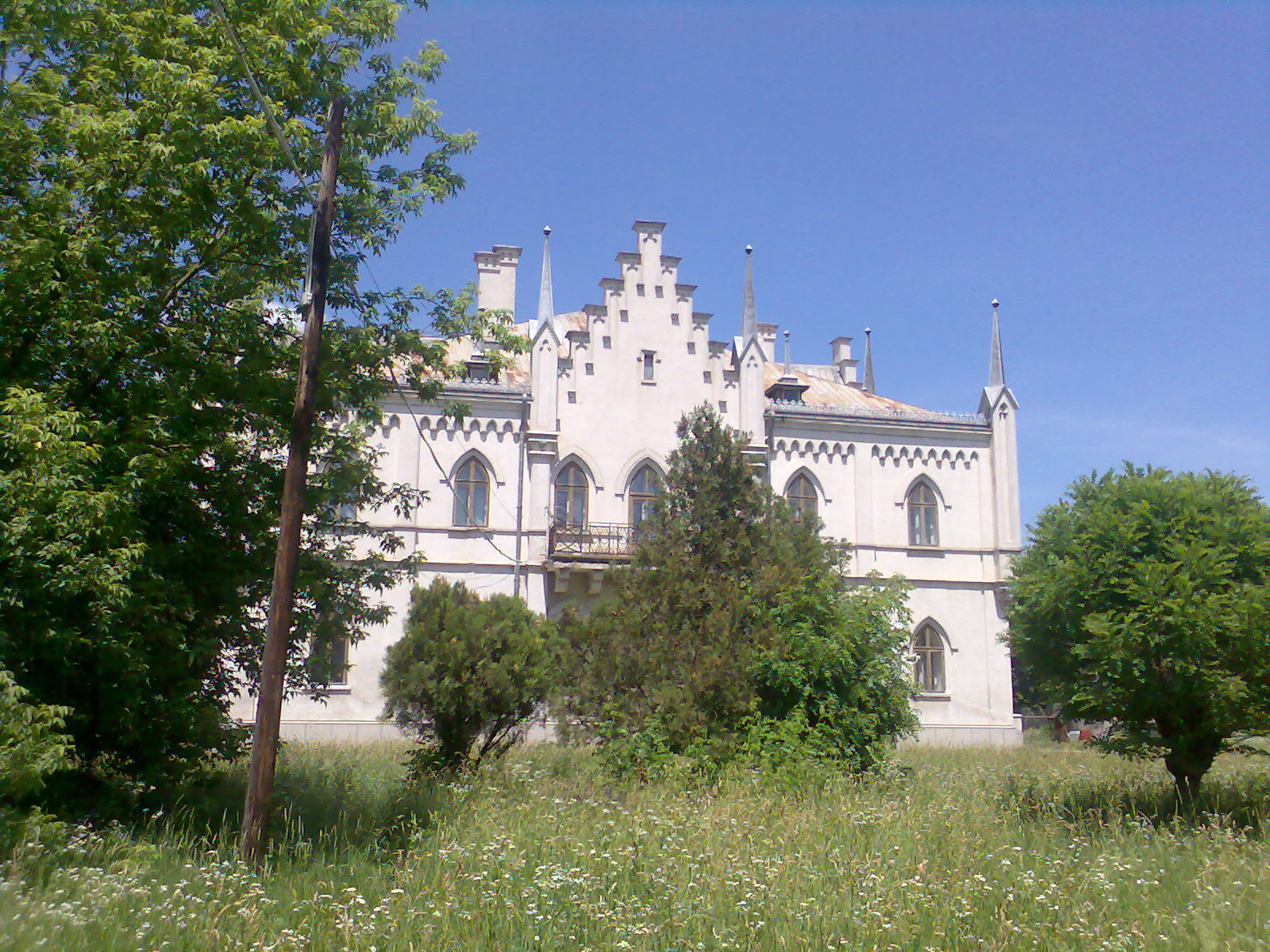
Palatul familiei Cuza de la Ruginoasa